# Bündnis für Soziale Gerechtigkeit und Menschenwürde

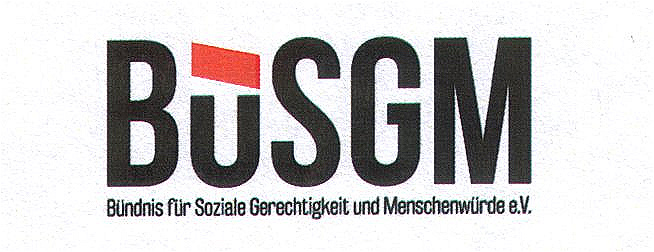
Logo

Das Bündnis für Soziale Gerechtigkeit und Menschenwürde e. V. (BüSGM) ist ein 2006 in Berlin gegründeter Verein.

## Gründung
Das BüSGM wurde im Jahr 2005 von den Gewerkschaftern Peter Dietrich (GEW), Gert Julius (ver.di) und Lothar Nätebusch (IG BAU) initiiert und 2006 als gemeinnütziger Verein gegründet.

## Preis für Solidarität und Menschenwürde
Preisträger und Ehrenmitglieder sind:
- 2006 Gisela Steineckert und Rolf Becker
- 2007  Manfred Wekwerth[2]
- 2008 die Cuban Five und Dietmar Koschmieder[3]
- 2009 Heinz Keßler und Renate Richter[4]
- 2010 Klaus Steiniger und Mumia Abu-Jamal[5]
- 2011  Raúl Castro[6]
- 2012 die Lagerarbeitsgemeinschaft Buchenwald-Dora und Kommandos und Gustav-Adolf („Täve“) Schur
- 2013 Arnold Schölzel und Hans Bauer
- 2014 Rainer Rupp[7] und der Geschäftsführer des ISOR e. V., Wolfgang Schmidt[8]
- 2015 Konstantin Wecker[9][10]
- 2016 Esther Bejarano[11][12]
- 2017 Sevim Dağdelen[13]
- 2018 Hans Reichelt und Gina Pietsch[14]

## Ehrenmitglieder
- Gerardo Peñalver Portal[15]
- der Arzt Peter Bär
- der Botschafter der Republik Kuba in Deutschland Rául Becerra[16]
- Günter Pappenheim.

## Aktivitäten
Im Jahr 2007 wurde eine Diskussionsveranstaltung des BüSGM über die Arbeit der Geheimdienste im Rathaus Tempelhof abgesagt. Der Bezirksbürgermeister von Tempelhof-Schöneberg ließ die Genehmigung für die Veranstaltung zurückziehen, nachdem bekannt wurde, dass dort ehemalige Stasi-Offiziere auftreten sollten.